# Hello! Project 2008 Summer ワンダフルハーツ公演〜避暑地でデートいたしまSHOW〜
『Hello! Project 2008 Summer ワンダフルハーツ公演〜避暑地でデートいたしまSHOW〜』（ハロー!プロジェクト 2008 サマー ワンダフルハーツこうえん〜ひしょちでデートいたしましょう〜）は、2008年7月、8月に開催されたハロー!プロジェクト所属グループ、個人参加の合同コンサートツアー。

## 内容

### 出演者
- モーニング娘。、Berryz工房、℃-ute、真野恵里菜、月島きらり starring 久住小春 (モーニング娘。)、MilkyWay、Buono!、High-King、ハロプロエッグ選抜
- MC まこと、稲葉貴子

### 日程
- 7月19日、7月20日（2回公演） 大阪・大阪厚生年金会館
- 7月26日、7月27日（2回公演） 愛知・中京大学文化市民会館
- 8月 2日、8月 3日（2回公演） 東京・国立代々木競技場第一体育館

## DVD
『Hello! Project 2008 Summer ワンダフルハーツ公演〜避暑地でデートいたしまSHOW〜』
2008年8月3日に国立代々木競技場第一体育館で行われた様子を収録
1. OPENING
2. 夏 LOVE ロマンス（全員）
3. 真夏の光線 （全員）
4. VTR（メンバー紹介映像）
5. MC
6. 江戸の手毬唄II （℃-ute）
7. 涙の色 （℃-ute）
8. パパンケーキ （月島きらり starring 久住小春 (モーニング娘。)）
9. アナタボシ （MilkyWay）
10. 行け 行け モンキーダンス （Berryz工房）
11. ジンギスカン （Berryz工房、ハロプロエッグ選抜）
12. MC
13. リゾナント ブルー （モーニング娘。）
14. みかん （モーニング娘。）
15. MC
16. 恋ING （高橋愛、ハロプロエッグ選抜）
17. 初めて唇を重ねた夜 （リンリン、鈴木愛理、小川紗季）
18. チュッ! 夏パ〜ティ （道重さゆみ、菅谷梨沙子）
19. MC
20. C\C（シンデレラ\コンプレックス） （High-King）
21. 記憶の迷路 （High-King）
22. MC
23. マノピアノ （真野恵里菜）
24. 常夏娘 （新垣里沙、亀井絵里、光井愛佳）
25. トロピカ〜ル恋して〜る （ジュンジュン、須藤茉麻、熊井友理奈、岡井千聖、萩原舞、有原栞菜）
26. 香水 （田中れいな、清水佐紀、徳永千奈美、梅田えりか、中島早貴）
27. ガチンコでいこう! （Buono!）
28. Kiss!Kiss!Kiss! （Buono!）
29. MC
30. 笑顔YESヌード （モーニング娘。）
31. まっさらブルージーンズ （℃-ute、Berryz工房）
32. スッペシャル ジェネレ〜ション （Berryz工房、℃-ute）
33. ラヴ&ピィ〜ス! HEROがやって来たっ。 （全員）
34. MC
35. 雨の降らない星では愛せないだろう? （全員）

特典映像 バックステージ映像
1. Hello!Project 2008 Summer ワンダフルハーツ公演 1回目公演
2. Hello!Project 2008 Summer ワンダフルハーツ公演 2回目公演